# Гути (народ)
Гути или Гутејци су били древни народ који је настањивао пределе планине Загроса. Играли су важну улогу у историји Месопотамије у 3. миленијуму п. н. е. 

## Историја
Гути су били ратничко племе које је у III миленијуму п. н. е. живело у планинама Загроса у Ирану, на левој обали Тигра. Цареви Акада водили су са Гутима сталне борбе, бранећи источне границе своје државе од њихових напада. Око 2.228. п. н. е. освојили су читаву Месопотамију, предајући огњу и мачу освојену земљу. На сумерским и семитским натписима из тога времена речито се описују невоље опустошене земље. Тако је на једном натпису дат дуг попис градова "чије кћери плачу због Гута". У сумерској химни богу Нинибу описују се свирепости Гута:
Земља је у рукама свирепих непријатеља.
Богови су одвучени у заробљеништво.
На становништво су ударени намети и порези.
Канали и јаркови су запуштени.
Тигар је престао да буде плован.
Поља се не наводњавају.
Њиве не дају летине.
Гути су на власт у Месопотамији дошли крајем 22. века п. н. е. срушивши претходно Акадско краљевство краља Шудуруле. У периоду између 80 и 120 година изменило се двадесет и један краљ Гута. Последњи од њих био је Тириган (Тирикан), кога сумерски натписи називају "змајем планина, непријатељем богова, који је однео у планине Сумерско царство". Њега је око 2.104. п. н. е. протерао из Месопотамије Уту-Хенгал (Утук-Хегал), сумерски краљ Урука. Након формирања Треће династије Ура и Сумерско-акадског царства, Гути нестају са историјске сцене.